# Eduardo Maria Taussig
Eduardo Maria Taussig (Buenos Aires, Argentina, 4 de julho de 1954) é um prelado argentino da Igreja Católica. Ele foi bispo de San Rafael de 2004 a 2022.

## Biografia
Eduardo Maria Taussig nasceu em Buenos Aires em 9 de julho de 1954. Sua família imigrou da Boêmia, hoje República Tcheca, para a Argentina.
Depois de frequentar o Colégio San Pablo em Buenos Aires, estudou filosofia na Pontifícia Universidade Católica Argentina (UCA) e teologia no seminário de Buenos Aires.
Foi ordenado sacerdote em 3 de dezembro de 1982 pelo Cardeal Juan Carlos Aramburu. Ele continuou seus estudos, obtendo um diploma em filosofia na UCA e, em seguida, um doutorado em teologia na Pontifícia Universidade de São Tomás de Aquino em 1990.
De volta a Buenos Aires, foi vigário paroquial em San José del Talar, professor de filosofia e teologia na UCA, capelão de uma residência universitária e assessor da Associação Fundar e do Consórcio de Odontólogos Católicos
. Em 2002 foi nomeado pároco de San Luca e diretor do departamento diocesano de serviço pastoral universitário.
Em 21 de julho de 2004, o Papa João Paulo II o nomeou bispo de San Rafael. Taussig recebeu sua consagração episcopal em 25 de setembro de Jorge Mario Bergoglio, arcebispo de Buenos Aires, mais tarde eleito Papa Francisco.
Ele foi empossado bispo em 11 de outubro de 2004. Era visto como um bispo relativamente conservador, amigo do arcebispo Héctor Rubén Aguer, considerado "inimigo" do Papa Francisco quando ele era arcebispo de Buenos Aires.
Em julho de 2020, como medida de segurança para restringir a propagação do vírus COVID-19, ele instituiu uma regra de que a Sagrada Comunhão fosse recebida na mão e não na língua. Quando os padres e leigos da diocese protestaram, Taussig identificou o seminário, o maior da Argentina, como o centro de oposição à sua autoridade e o fechou.
Em outubro, pediu às pessoas que não se juntassem às marchas de protesto contra o encerramento do seminário.
Em novembro, Taussig enfrentou protestos durante uma visita pastoral onde tentou explicar sua decisão de fechar o seminário.
O Papa Francisco aceitou a sua renúncia ao serviço de bispo de San Rafael em 5 de fevereiro de 2022.